# John Coutts
John Couttis född 9 oktober 1975 i Papakura Auckland Nya Zeeland, är en vägingenjör och världsmästare i segelflyg.
Couttis kom i kontakt med segelflyg som 12-åring, när han var 13 år gammal kom han in på Air Cadet skolan där han fick göra sin första segelflygstart i en Blanik. Han lyckades få den lokala flygklubben att bekosta hans segelflygcertifikat genom att han städade klubbstugan en gång i veckan. 1998 flyttade han till London. Vid VM i Bayreuth, Tyskland 1999 slutade han på silverplats i Standard klassen, medan det blev en fullträff med guld vid VM i Leszno, Polen 2003 i 15-meter klassen.